# Kanton Le Carbet
Kanton Le Carbet (francouzsky Canton du Carbet) byl francouzský kanton v departementu Martinik v regionu Martinik. Tvořilo ho dvě obce. Zrušen byl v roce 2015.

## Obce kantonu
- Le Carbet
- Le Morne-Vert